# Tucker Inlet
Das Tucker Inlet (von „Inlet“, englische Bezeichnung für einen schmalen Meeresarm) ist eine vereiste, fjordartige Bucht an der Borchgrevink-Küste des ostantarktischen Viktorialands. Seine Einfahrt wird nördlich durch das Kap Wheatstone und im Süden durch das Kap Daniell begrenzt. In das Inlet mündet der Tucker-Gletscher und der Whitehall-Gletscher.
Entdeckt wurde es im Februar 1841 vom britischen Polarforscher James Clark Ross bei dessen Antarktisexpedition (1839–1843). Ross benannte das Inlet nach Charles T. Tucker, ranghöchster Decksoffizier auf dem Forschungsschiff Erebus.